# Campeonato de Europa de Superstock 1000
El Campeonato de Europa de Superstock 1000, formalmente FIM Superstock 1000 fue una categoría filial del Campeonato Mundial de Superbikes, que estuvo activa desde 1999 hasta su desaparición en 2018.

## Historia
Esta competición entró en funcionamiento en 1999 como Campeonato de Europa, y en 2004 pasó a ser Copa FIM de Superstock 1000. Un año después se creó clasificación de constructores, que hasta entonces no se otorgaba, y así se mantuvo hasta finales de 2016. Fue clasificada como Premio de la FIM. En 2017, volvió a cambiar de nombre para llamarse Campeonato de Europa de Superstock 1000, donde volvía a la denominaciónd e Campeonato de Europa. La seria se cerró en la temporada 2018.
El campeonato estaba organizada por la empresa FGSport (renombrado Infront Motor Sports en 2008) hasta 2012, y por Dorna desde 2013 hasta su cancelación.

## Regulaciones

### Regulaciones técnicas
Al igual que el Campeonato Mundial de Superbikes, pero todas las bicicletas tenían un stock mucho más cercano a las especificaciones y había una restricción de edad para los ciclistas. A las motocicletas Superstock 1000 de FIM se les permitieron modificaciones más orientadas a la seguridad y la capacidad de supervivencia / reparación de accidentes que el rendimiento absoluto, como la carrocería de silueta de fibra de vidrio con capacidades de retención de líquidos y controles mejorados de manos y pies. A las motocicletas FIM Superstock 1000 se les permitieron modificaciones de rendimiento, como pastillas y discos de freno, sistemas de transmisión por cadena, sistemas de escape, internos de horquillas y amortiguadores traseros.

### Regulaciones deportivas
En su entrada, laa competición estaba restringida a pilotos de estre 16 y 24 años; the upper limit was raised to 26 in 2011, y hasta 28 en 2015.
El sistema de puntos era el mismo para el campeonato de pilotos y el campeonato de fabricantes, pero solo la motocicleta con el mejor acabado de un fabricante en particular recibió los puntos para el último campeonato.
| Position | 1  | 2  | 3  | 4  | 5  | 6  | 7 | 8 | 9 | 10 | 11 | 12 | 13 | 14 | 15 |
| -------- | -- | -- | -- | -- | -- | -- | - | - | - | -- | -- | -- | -- | -- | -- |
| Points   | 25 | 20 | 16 | 13 | 11 | 10 | 9 | 8 | 7 | 6  | 5  | 4  | 3  | 2  | 1  |

## Palmarés
| Temporada | Campeón               | Moto                   | Equipo                        | Escudería champion |
| --------- | --------------------- | ---------------------- | ----------------------------- | ------------------ |
| 1999      | Karl Harris           | Suzuki GSX 750 R       | GR Motosport                  | No asignado        |
| 2000      | James Ellison         | Honda 900 CBR          | Ten Kate Young Guns           | No asignado        |
| 2001      | James Ellison         | Suzuki GSX 1000R       | Hi-Peak Crescent Suzuki       | No asignado        |
| 2002      | Vittorio Iannuzzo     | Suzuki GSX 1000R       | Alstare System Suzuki Italia  | No asignado        |
| 2003      | Michel Fabrizio       | Suzuki GSX 1000R       | Alstare Suzuki Italia         | No asignado        |
| 2004      | Lorenzo Alfonsi       | Yamaha YZF-R1          | Italia Lorenzini by Leoni     | No asignado        |
| 2005      | Didier van Keymeulen  | Yamaha YZF-R1          | Yamaha Motor Germany          | Yamaha             |
| 2006      | Alessandro Polita     | Suzuki GSXR1000 K6     | Celani Suzuki Italia          | Suzuki             |
| 2007      | Niccolò Canepa        | Ducati 1098S           | Ducati Xerox Junior Team      | Yamaha             |
| 2008      | Brendan Roberts       | Ducati 1098R           | Ducati Xerox Junior Team      | Ducati             |
| 2009      | Xavier Siméon         | Ducati 1098R           | Ducati Xerox Junior Team      | Ducati             |
| 2010      | Ayrton Badovini       | BMW S1000RR            | BMW Motorrad Italia STK       | BMW                |
| 2011      | Davide Giugliano      | Ducati 1098R           | Althea Racing                 | Ducati             |
| 2012      | Sylvain Barrier       | BMW S1000RR            | BMW Motorrad Italia GoldBet   | Kawasaki           |
| 2013      | Sylvain Barrier       | BMW S1000RR            | BMW Motorrad GoldBet STK      | BMW                |
| 2014      | Leandro Mercado       | Ducati 1199 Panigale R | Barni Racing Team             | Kawasaki           |
| 2015      | Lorenzo Savadori      | Aprilia RSV4 RF        | Nuova M2 Racing               | Aprilia            |
| 2016      | Raffaele De Rosa      | BMW S1000RR            | Althea BMW Racing Team        | Ducati             |
| 2017      | Michael Ruben Rinaldi | Ducati 1199 Panigale R | Aruba.it Racing – Junior Team | Kawasaki           |
| 2018      | Markus Reiterberger   | BMW S1000RR            | alpha Racing–Van Zon–BMW      | BMW                |